# María Teresa Gómez Condado
 María Teresa Gómez Condado (Madrid, 18 de abril de 1953) es una funcionaria de España.

## Biografía
Licenciada en Derecho y en Ciencias Políticas y Sociología por la Universidad Complutense de Madrid, es funcionaria del Cuerpo Superior de Administradores Civiles del Estado desde 1977. Ha desempeñado diferentes puestos en los Ministerios de la Presidencia, de Educación y Ciencia y de Administraciones Públicas. En 1989 fue nombrada Subdirectora General Adjunta de Convocatorias, Acceso y Promoción en la Dirección General de la Función Pública, Dirección General en la que también ocupó los puestos de Vocal Asesor de la Secretaría General de la Comisión Coordinadora de la Función Pública y Subdirectora General de Planificación y Selección de Recursos Humanos. En 1994 fue nombrada Directora General de MUFACE y, posteriormente, Directora del Centro de Cooperación Institucional del INAP. 
En 1997 se incorporó al Banco de Santander como Directora de Banca Institucional, puesto que continuó desempeñando tras la fusión con el Banco Central Hispano. En abril de 2004 fue nombrada Subsecretaria del Ministerio de Industria, Turismo y Comercio y cuatro años después, Subsecretaria del Ministerio de nueva creación de Ciencia e Innovación.